# Аналогія (право)
Аналогія в праві являє собою один із способів подолання прогалин в законодавстві, необхідна для цілей правозастосування.
Зазвичай поняття правової аналогії розуміється в двох сенсах — як аналогія закону і аналогія права:
- Аналогія закону є застосуванням до не врегульованих конкретною нормою правовідносин норм закону, які регламентують подібні відносини. Необхідність застосування даного прийому обумовлена тим, що рішення по будь-якій справі обов'язково має мати правову підставу. Тому в разі відсутності норми, прямо передбачає спірний випадок, потрібно відшукати норму, регулюючу максимально подібні зі спірним відносини.
- Аналогія права — застосування до спірного відношення, яке не врегульоване якоюсь конкретною нормою і на яке не можна поширити дію регулюючої подібні відносини норми, загальних засад (тобто принципів) законодавства. При аналогії права принципи виконують безпосередньо регулюючу функцію і виступають єдиною нормативно-правовою підставою правозастосовного рішення.

Правова аналогія покладає на правозастосувача більшу міру відповідальності перед суспільством, оскільки передбачає більше суб'єктивізму й творчості. При застосування аналогії права створюється нове правило поведінки суб'єктів, яке підлягає застосуванню лише до одного конкретного випадку, який розглядається, а не до всіх аналогічних суспільних відносин.
Межі, суб'єкти та сфера застосування аналогії закону стосуються й аналогії права.
Поняття та умови використання такого засобу заповнення прогалин закону передбачено у ч. 2 ст. 8 Цивільного кодексу України, положення якої допускають застосування аналогії права лише в разі неможливості використання аналогії закону для регулювання цивільних відносин.
Зміст аналогії права полягає у визначенні прав та обов'язків сторін правовідносин на основі не конкретних правових норм, а загальних засад і змісту цивільного законодавства, а також вимог добросовісності, розумності і справедливості.

## Закріплення аналогії в законодавстві
Інститут правової аналогії закріплений Цивільнім кодексом України, Цивільнім процесуальним кодексом України, Кодексом адміністративного судочинства України, Сімейнім кодексом України.

### Цивільний кодекс України
У ст. 8 Цивільного кодексу України передбачено « Якщо цивільні відносини не врегульовані цим Кодексом, іншими актами цивільного законодавства або договором, вони регулюються тими правовими нормами цього Кодексу, інших актів цивільного законодавства, що регулюють подібні за змістом цивільні відносини (аналогія закону)». У частині 2 цієї ж статті роз'яснюється: «У разі неможливості використати аналогію закону для регулювання цивільних відносин вони регулюються відповідно до загальних засад цивільного законодавства (аналогія права)».

### Цивільний процесуальний кодекс України
Згідно з частиною 9 ст. 10 Цивільного процесуального кодексу України «Якщо спірні відносини не врегульовані законом, суд застосовує закон, що регулює подібні за змістом відносини (аналогія закону), а за відсутності такого — суд виходить із загальних засад законодавства (аналогія права)».

### Кодекс адміністративного судочинства України
Згідно з ч.6 ст.7 Кодексу адміністративного судочинства України «У разі відсутності закону, що регулює відповідні правовідносини, суд застосовує закон, що регулює подібні правовідносини (аналогія закону), а за відсутності такого закону суд виходить із конституційних принципів і загальних засад права (аналогія права). Аналогія закону та аналогія права не застосовується для визначення підстав, меж повноважень та способу дій органів державної влади та місцевого самоврядування.».

### Сімейний кодекс України
Статтею 10 Сімейного кодексу України передбачено: «Якщо певні сімейні відносини не врегульовані цим Кодексом, іншими нормативно-правовими актами або домовленістю (договором) сторін, до них застосовуються норми цього Кодексу, які регулюють подібні відносини (аналогія закону). Якщо до регулювання сімейних відносин неможливо застосувати аналогію закону, вони регулюються відповідно до загальних засад сімейного законодавства (аналогія права)».

## Можливість та обмеження застосування закону за аналогією в різних галузях

### Загальні обмеження
За аналогією закону не можуть застосовуватись норми, які встановлюють виключення або спеціальне правове регулювання[джерело?]. Так, наприклад, у 2001 році у законодавстві було передбачено спеціальний механізм набуття права на земельну частку (пай) громадянами, евакуйованими та відселеними внаслідок Чорнобильської катастрофи. Враховуючи винятковий, спеціальний характер зазначених норм, вони не можуть поширюватись за аналогією на відносини щодо набуття права на земельну частку (пай) іншими категоріями громадян, наприклад, особами кримськотатарської національності, які повернулись із місць депортації.
У галузях права, основним методом правового регулювання в яких є встановлення імперативних приписів (податкове, митне, фінансове законодавство), аналогія можлива лише щодо тих правовідносин, які не передбачають встановлення прав і обов'язків суб'єктів, тобто коли ці права і обов'язки встановлені законом, але не передбачено порядок їх реалізації. Тобто, в межах названих галузей права можна використовувати правову аналогію з метою подолання процесуальних прогалин, але не матеріальних.
Так, наприклад, неприпустимо використання аналогії у податковому праві до норм, які регулюють встановлення і запровадження податків і зборів, тобто норми, які передбачають встановлення нових обов'язків для платників податків та норм, які регулюють питання кваліфікації дій платників податків і податкових агентів з погляду їх протиправності та карності.

### У кримінальному праві
Є приклади, коли в публічному праві застосування аналогії закону не припускається законодавцем. Забороняється застосування аналогії при заповненні прогалин у праві, пов'язаному із кваліфікацією діяння правопорушенням або злочином та визначенням міри відповідальності за його вчинення. Наявні тут прогалини можуть бути усунуті виключно законодавцем.
Так, чинне кримінальне законодавство України містить пряму заборону на застосування закону за аналогією: «Застосування закону про кримінальну відповідальність за аналогією заборонено». Заборона зумовлена тим, що відповідальність за Кримінальним Кодексом України можлива тільки за вчинення суспільно небезпечного діяння, прямо передбаченого нормою Особливої частини, де дається вичерпний перелік злочинів. Стаття 58 Конституції України проголошує: «Ніхто не може відповідати за діяння, які на час їх вчинення не визнавалися законом як правопорушення». Повинен діяти непорушний принцип: «немає покарання без закону», що служить гарантією захисту закону. Прикладом зловживання аналогією в галузі кримінального законодавства мало місце у фашистській Німеччині і тим самим на законодавчому рівні відкрився шлях для судової сваволі і розправи з політичними супротивниками.

### Застосування аналогії у кримінальному процесуальному законодавстві
Питання про можливість (або неможливість) застосування аналогії в межах кримінально-процесуального права є дискусійним серед правознавців. З одного боку висловлюється думка, що у зв'язку з тим, що процесуальні галузі права стикаються із ширшим спектром життєвих ситуацій та з різноманітними їх відтінками — при здійсненні правового регулювання неможливо врахувати особливості, які можуть виникнути в тому чи іншому випадку, тому прогалини у кримінально-процесуальному праві можуть бути подолані за допомогою аналогії закону (Н. Н. Полянский)[джерело?]. Інші стверджують, що жодних правових підстав говорити про можливість аналогії в кримінальному судочинстві не існує. Як головний аргумент на захист своєї позиції ці правознавці наводять твердження про те, що у всіх випадках, коли законодавець допускає застосування аналогії, він прямо вказує на це в законі, а в кримінально-процесуальному законі такої вказівки, як відомо, немає (Н. А. Власенко, Скакун О. Ф.)[джерело?].

### В адміністративному праві
Ст. 7 Кодексу України про адміністративні правопорушення передбачено, що «застосування уповноваженими на те органами і посадовими особами заходів адміністративного впливу провадиться в межах їх компетенції, у точній відповідності з законом» — хоча це і не є прямою забороною застосування аналогії, але передбачає чітке виконання передбачених законом норм, а звідси забороняє вирішення питань притягнення особи до адміністративної відповідальності по аналогії, тобто унеможливлює застосування по аналогії норм, що закріплюють склад правопорушень.

### У сфері здійснення адміністративного та цивільного судочинства
Питання застосування аналогії процесуального закону, як засобу подолання прогалин у нормативному регулюванні правовідносин у сфері здійснення адміністративного та цивільного судочинства є досить актуальним як з наукової точки зору, так і з погляду практичного застосування. Більшість правознавців визнають, що це не суперечить інтересам законності. Процесуальна аналогія в адміністративному судочинстві має застосовуватись у тих випадках, коли наявна у процесуальному законі прогалина не дає можливості реалізувати передбачену цим же законом процесуальну дію. Процесуальні аналогії не допускаються, якщо в результаті їх застосування обмежуються або розширюються повноваження суду або інших учасників судового процесу. Застосування процесуальних аналогій не повинно погіршувати становища сторін у справі.
Прикладом застосування аналогії може служити Постанова Верховного Суду України від 04.06.2006 (справа № 21-211во06) у питанні розгляду касаційної скарги. Порядок розгляду касаційної скарги, що надійшла до суду касаційної інстанції після закінчення касаційного розгляду справи, не врегульований КАСУ. Такий порядок встановлено ст. 348 ЦПК України і може бути застосований адміністративним судом відповідно до правил ч. 7 ст. 9 КАСУ. У даному випадку Верховний Суд України визнав за необхідне застосування аналогії закону і використання для вирішення питань, не врегульованих нормами КАСУ, норми ЦПК, які регламентують абсолютно подібні відносини[джерело?].
Також є випадки коли суд застосував правила, встановлені КАСУ для провадження у першій інстанції для вирішення проблеми, яка виникла при провадженні в апеляційній інстанції.

### В аграрному праві
Відповідно до загальних обмежень у науці аграрного права виділяють обмеження застосування аналогії у таких випадках[джерело?]:
- при встановленні правових засад використання землі та інших природних ресурсів у процесі сільськогосподарського виробництва;
- при встановленні обмежень у здійсненні підприємницької діяльності в аграрному секторі економіки;
- при правовому регулюванні повноважень органів державної влади та місцевого самоврядування у сфері аграрних відносин;
- при встановленні видів та порядку оподаткування суб'єктів аграрних відносин, також порядку використання отриманих коштів.